# Підводні човни типу М

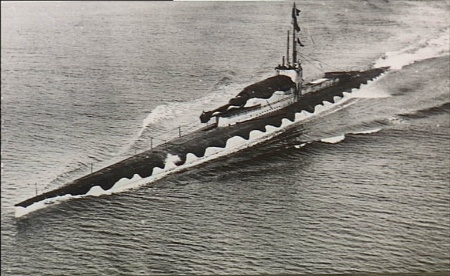
Перший підводний човен проекту, HMS M1, озброєний 305 міліметровою гарматою

Підводні човни типу M -  тип дизель-електричних підводних човнів, побудованих під час Першої світової війни у Великій Британії. Унікальною особливістю цього типу  стало встановлення 12 дюймової (305 міліметрової) гармати) у бойовій рубці. 
У М2 та М3 пізніше були зняті гармати. М2 перетворили на маленький гідроплан, а М3 перетворили на мінний загороджувач. 

## Контекст появи
Спочатку вони задумувались як кораблі артилерійської підтримки, фактично  підводні монітори, але їхнє призначення було змінене до початку детального проектування. Намір полягав у тому, щоб атакувати надводні цілі на перископній глибині або з поверхні, застосовуючи гармати, а не торпеди. У той час торпеди вважалися неефективними проти рухомих цілей на відстані на більш ніж 900 м. 12-дюймовий снаряд, випущений із відносно невеликої дальності, мав би пряму траєкторію, що спрощувало прицілювання. Ушкодження навіть від одного влучання були смертельно небезпечні для невеликих кораблів та суден. 

## Конструкція

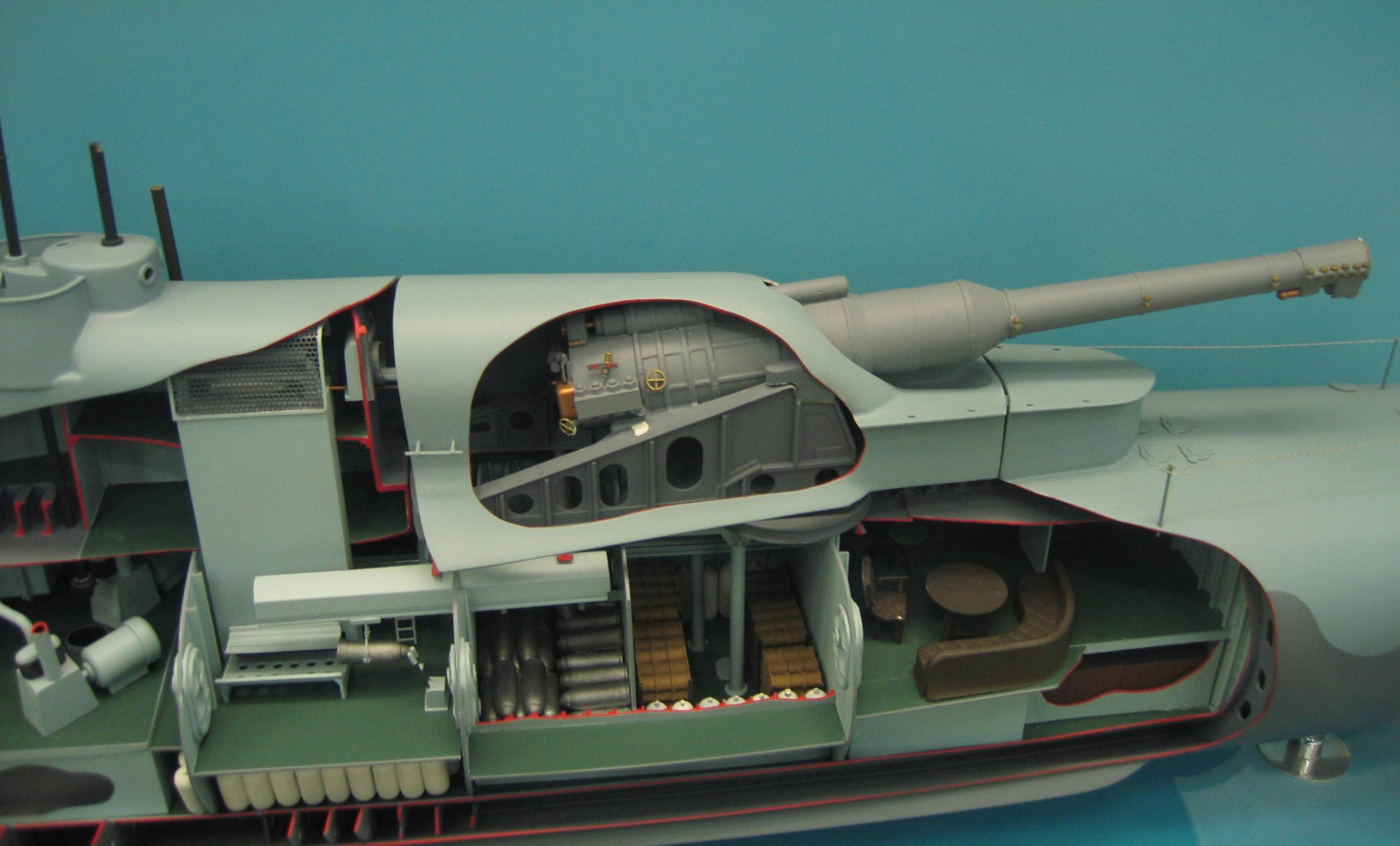
Модель артилерійської установки підводних човнів типу М, Музей науки (Лондон)

На човнах встановлювалися запасні 305 міліметрові гармати Mark IX, призначені для застарілих пре-дредноутів типу Formidable. Установка дозволяла наводити їх у діапазоні 20 градусів угору,  5 - вниз, і на 15 градусів в бік від центральної лінії.  Гармата мала стріляти з перископної глибини, наведення забезпечувалося за допомогою простого прицілу на кінці ствола та перископу на відстань близько 1200 метрів. Час  перебування гармати на поверхні складав всього близько 75 секунд. Водночас перезаряджання гармати займало три хвилини і потребувало підйому субмарини на поверхню.  На практиці ця ідея виявилася не надто практичною, і було побудовано лише три підводні човни типу  M з чотирьох запланованих. Будівництво відбулося між 1917 та 1918. 
Підводні човни типу M іноді називали "підводними моніторами".